# 232 T Etat 81 à 93

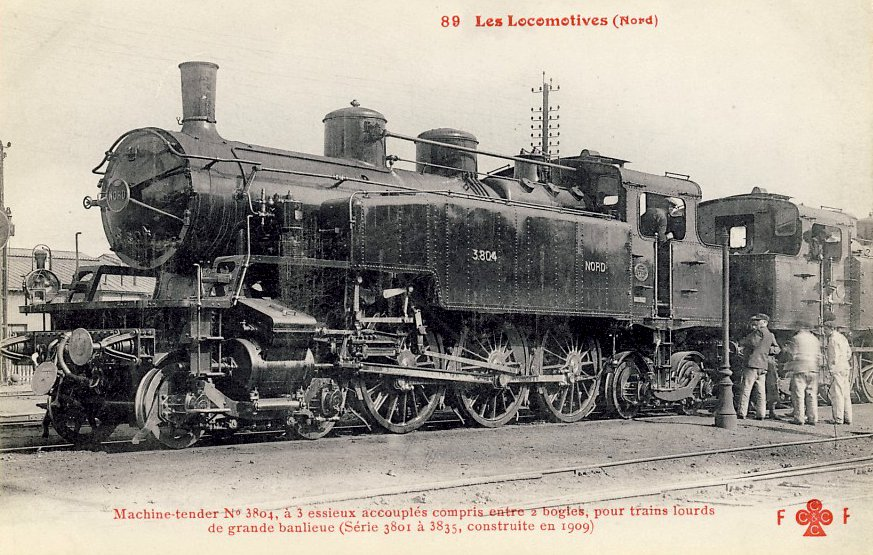
Locomotive de la compagnie du Nord, similaire à la série.

Les 232 T Etat 81 à 93 sont des locomotives-tender de la compagnie des chemins de fer de l'État de type 232. Elles sont affectées aux trains omnibus de la banlieue parisienne.

## Histoire
Ces locomotives sont livrées au syndicat des chemins de fer de ceinture. Elles assurent la traction des trains sur les lignes de la petite ceinture et de la grande ceinture de Paris. 
En 1934, lors de l'arrêt de la circulation des trains de voyageurs sur la petite ceinture et la dissolution du syndicat des ceintures, elles sont reprises par les chemins de fer de l'État en conservant leurs numéros.
Lors de la création de la SNCF en 1938, elles sont immatriculées 3-232 TC 81 à 3-232 TC 93 à la région Ouest.
La série disparait entre 1944 et 1952.

## Production
- N° 81 à 93, livrées par la Société française de constructions mécaniques en 1909.

Ces locomotives sont conçues par l'ingénieur Gaston du Bousquet et similaires à la série 3.801 à 3.865 des chemins de fer du Nord.

## Caractéristiques
- Pression de la chaudière : 11,7 kg/cm2
- Surface de grille : 2,2 m 2
- Surface de chauffe : 175m 2
- Surface de surchauffe : 30,6m 2
- Diamètre et course des cylindres :460 mmx600 mm
- Diamètre des roues motrices : 1 640 mm
- Capacité de la soute à eau : 8 m3 pour les 10 premières et 11 m3 pour les 60 autres
- Capacité de la soute à charbon : 4,5 t
- Masse en ordre de marche : 85,9 t
- Longueur hors tout : ? m
- Vitesse maxi en service : 90 km/h[1]